# Zuchtform (Obstgehölze)

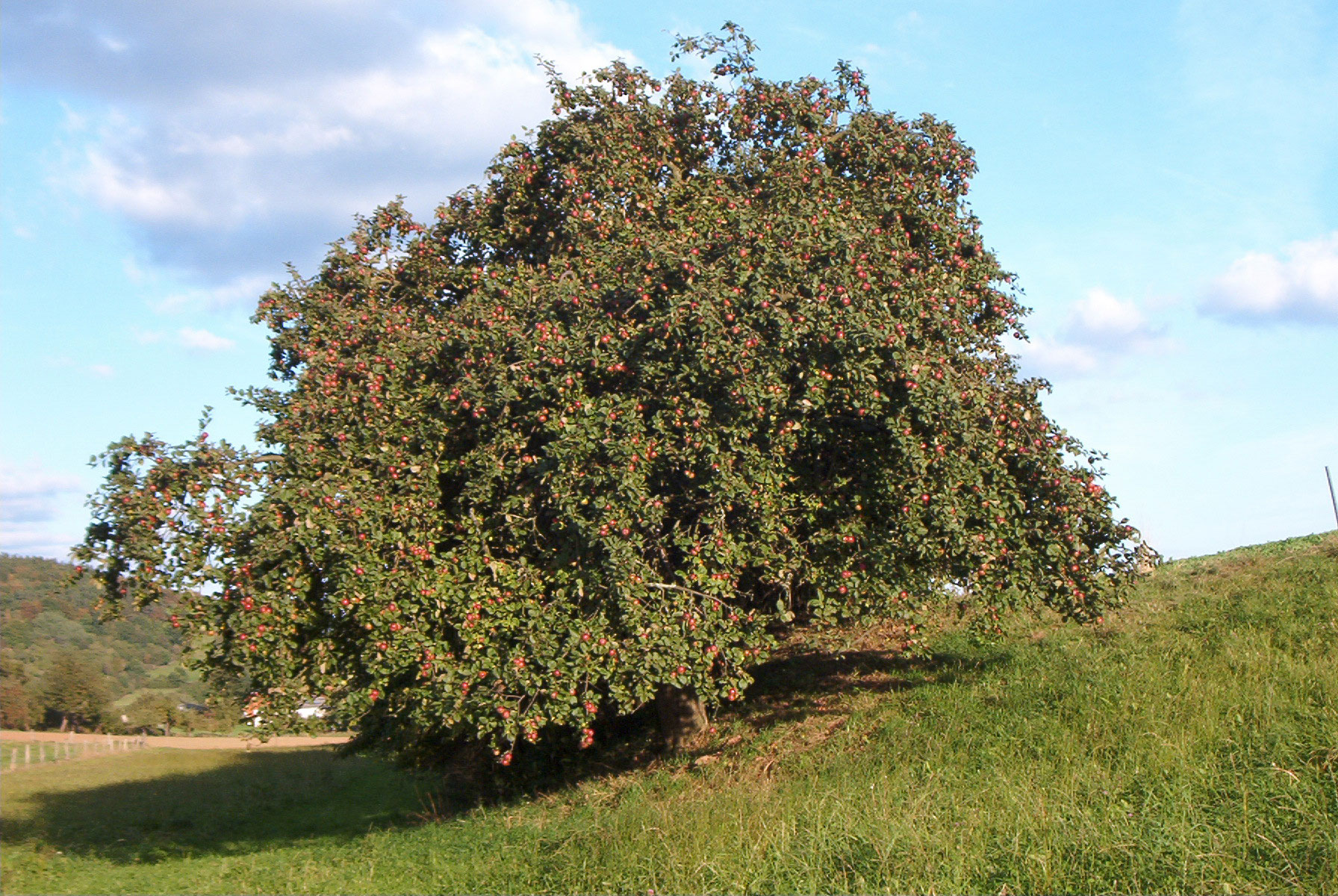
Apfelbaum (Hochstamm), Winterrambur

Der Begriff Zuchtform bezieht sich auf die sichtbare Wuchsform der betreffenden Obstgehölze. Die gewünschte Art des Einsatzes stellt die Anforderung für unterschiedliche Formen. Für die Streuobstwiese müssen die Bäume hochstämmig und widerstandsfähig sein und eine bequeme Mahd oder Beweidung der Wiese unter den Bäumen erlauben. Im Garten sollen Bäume oftmals bequem zu ernten sein und werden daher mit kürzerem Stamm und kleinerem Kronenvolumen gewählt. Der plantagenartige Erwerbsobstbau (beispielsweise nach Otto Schmitz-Hübsch) benötigt seine Pflanzen günstigerweise in direktem Zugriff, ohne Leitern zu benutzen und ist auf einen schnellen Eintritt der Ertragsphase angewiesen. Hier werden die kleinsten Formen der Obstbäume verwendet.
Die von der Baumschule erzeugten Formen wie die Hoch- und Halb-Stämme, sowie die Buschbäume, geben mit ihrer Kombination, der Wurzel, als der leistungsbestimmenden Unterlage und des, die Sorte bestimmenden Edelreises, eine Ausgangsstruktur vor, die von dem Besitzer mit Hilfe des Obstbaumschnittes über die gesamte Lebenszeit des Baumes entwickelt und erhalten wird. Der Schnitt für alle Baumformen nutzt natürlich die gleichen physiologischen Grundlagen, allerdings muss deren Umsetzung an die Anforderungen der jeweiligen Formen angepasst werden. Im Artikel Schnitt (Gartenbau), im Absatz Obstbaumschnitt werden einige Anforderungen genannt, die sich für den Hoch- und Halbstamm ergeben. Aufgrund des komplexen Aufbaues der Baumkronen, müssen diese Anforderungen jedoch durch die Hinweise in entsprechenden Schulungen ergänzt werden. Für die auch im Formobstbau gebräuchlichen Schnittformen wie Schlanke Spindel, Säulenbäume und Spalierobst existieren in der Literatur angepasste eigene Beschreibungen und zugehörige Schulungen.

## Baumformen

### Grundlegendes
Der veredelte junge Baum wird in der Aufzucht mehrfach mittels beispielsweise eines Ballenschneiders umgesetzt, sprich „verschult“. Egal welche Handelsform der Wurzeln angestrebt wird („wurzelnackt“, „mit Ballen“ (siehe Wurzelballen) oder „im Container“ (siehe Pflanzencontainer)) soll dadurch eine Konzentration von (Fein)Wurzeln in einem kompakten Wurzelballen erreicht werden, um damit das Anwachsen am endgültigen Standort zu verbessern.

### Hochstamm

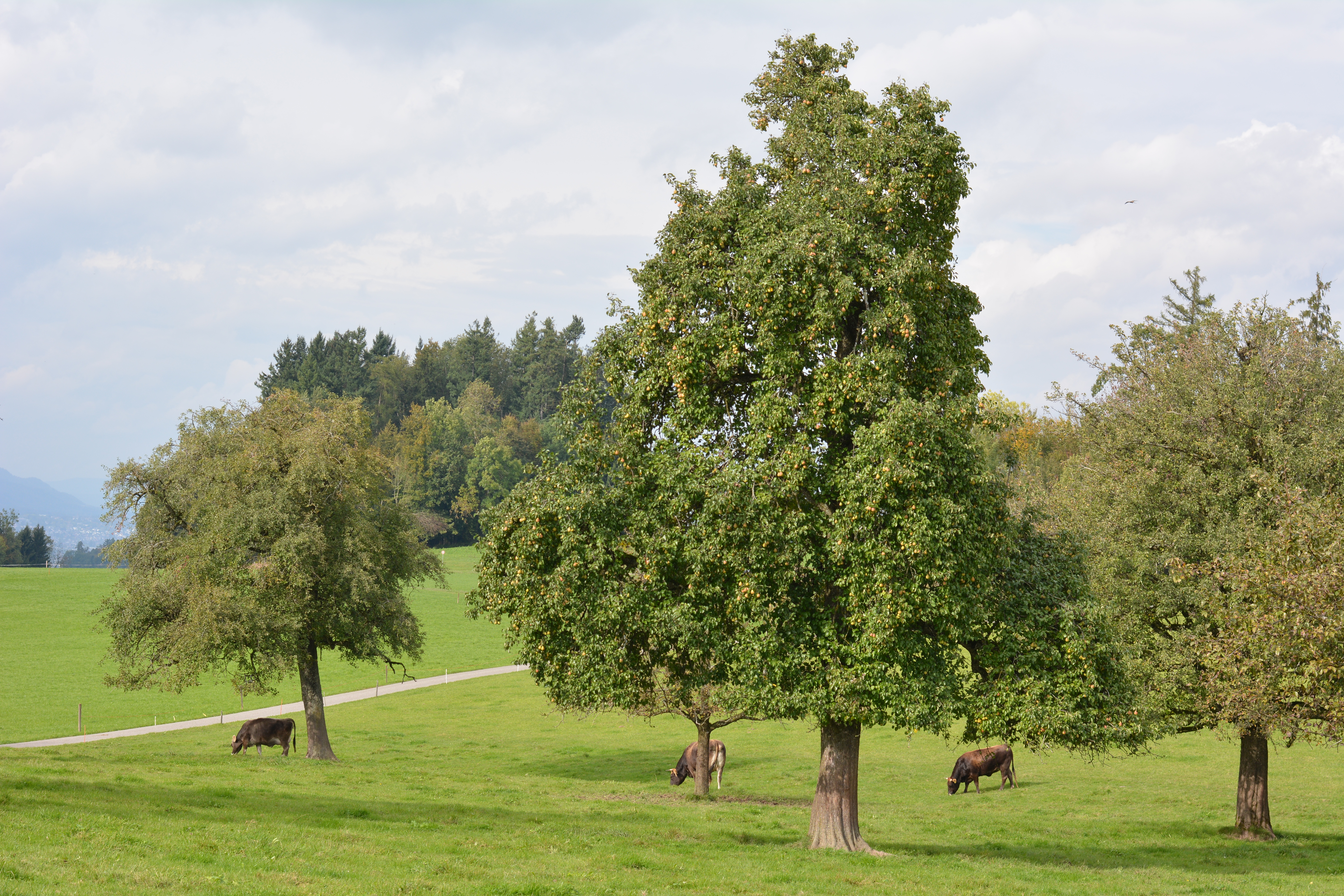
Ein Birnen- und drei Apfel-Hochstammbäume

Als Hochstamm bezeichnet man Obstbäume, deren Kronenansatz in mindestens 180 – 220 cm Höhe liegt (gültige bundesweite Norm seit 1995). Um diese Form zu erreichen, werden in der Baumschule in den ersten Jahren nach der Aussaat bzw. Veredelung sämtliche Seitenäste und im dritten Jahr alle Äste unterhalb der gewünschten Kronenhöhe entfernt. 
Zwischen 1950 und 1995 lautete die Anforderung an die Baumschulen „mindestens 160–180 cm“. Die Veränderung der gewünschten Stammhöhe beim Hochstamm entspricht der veränderten Nutzung bzw. den immer größer werdenden Traktoren, um einen mechanisierten Schnitt der Streuobstwiese durchführen zu können. Bäume mit höherer Kronenhöhe (beispielsweise zur Verwendung als Alleebäume und schönerem Kronenaufbau) werden oft als „Solitär“ bezeichnet.
In Baumschulen wird die Bezeichnung auch für die Qualitäten anderer Gehölze im Vertrieb angegeben. Ein Hochstamm ist hier ein einstämmiges, geschultes Gehölz mit Kronenansatz in der entsprechenden Höhe.
Für die aktuelle Infektionslage mit Feuerbrand stellen die Hochstämme einen möglichen Ausweg dar. Während bei den Zwergformen im Falle einer Infektion meist die gesamte Pflanze gerodet werden muss, kann ein Hochstamm einen kräftigen Rückschnitt der betroffenen Bereiche verkraften.

### Halb- und Niederstamm
Als Halbstämme bezeichnet man Bäume, deren Kronenansatz etwa zwischen 100 cm und 160 cm liegt.
Bei Niederstämmen beginnt die Krone schon ab 80–100 cm Höhe.

#### Ältere Nutzungsformen (Y-Krone)

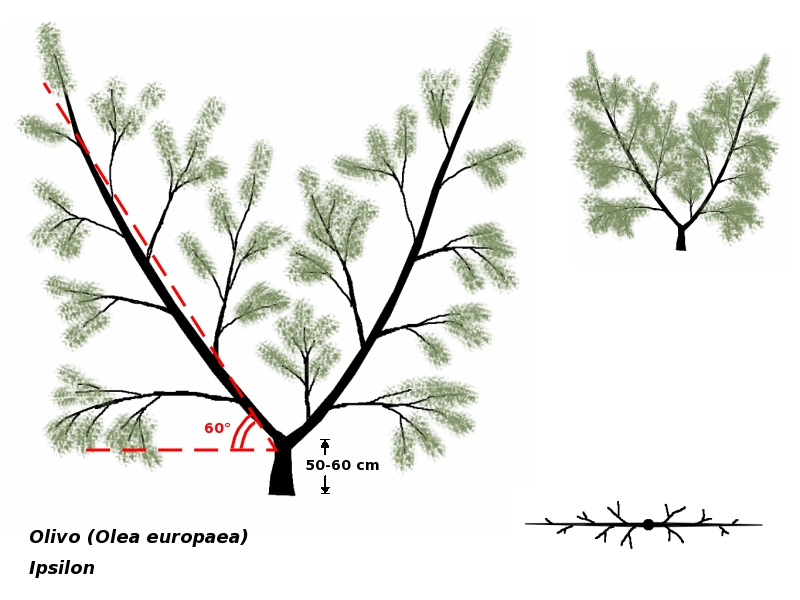
Baumerziehung in Y-Form (Beispiel Olive)

Die ehemalige Methode, Niederstämme in Kombination mit einer starkwachsenden Unterlage aufzubauen sind zwar prinzipiell möglich, allerdings existiert hierfür heute kein Verwendungsbedarf mehr für den professionellen Obstbau. Das Ergebnis wäre ein Baum mit dem Kronenvolumen eines Hochstammes und einer kaum noch erkennbaren Stammhöhe. Die alte Form der Y- oder Längs-Krone stellte eine solche Verwendung dar, allerdings ist der notwendige Kronenschnitt komplizierter, der Eintritt der Ertragsphase später und der Ertrag in Bezug zur benötigten Fläche schlechter, im Vergleich zu den aktuell eingesetzten Schlanken Spindeln.

### Buschbaum

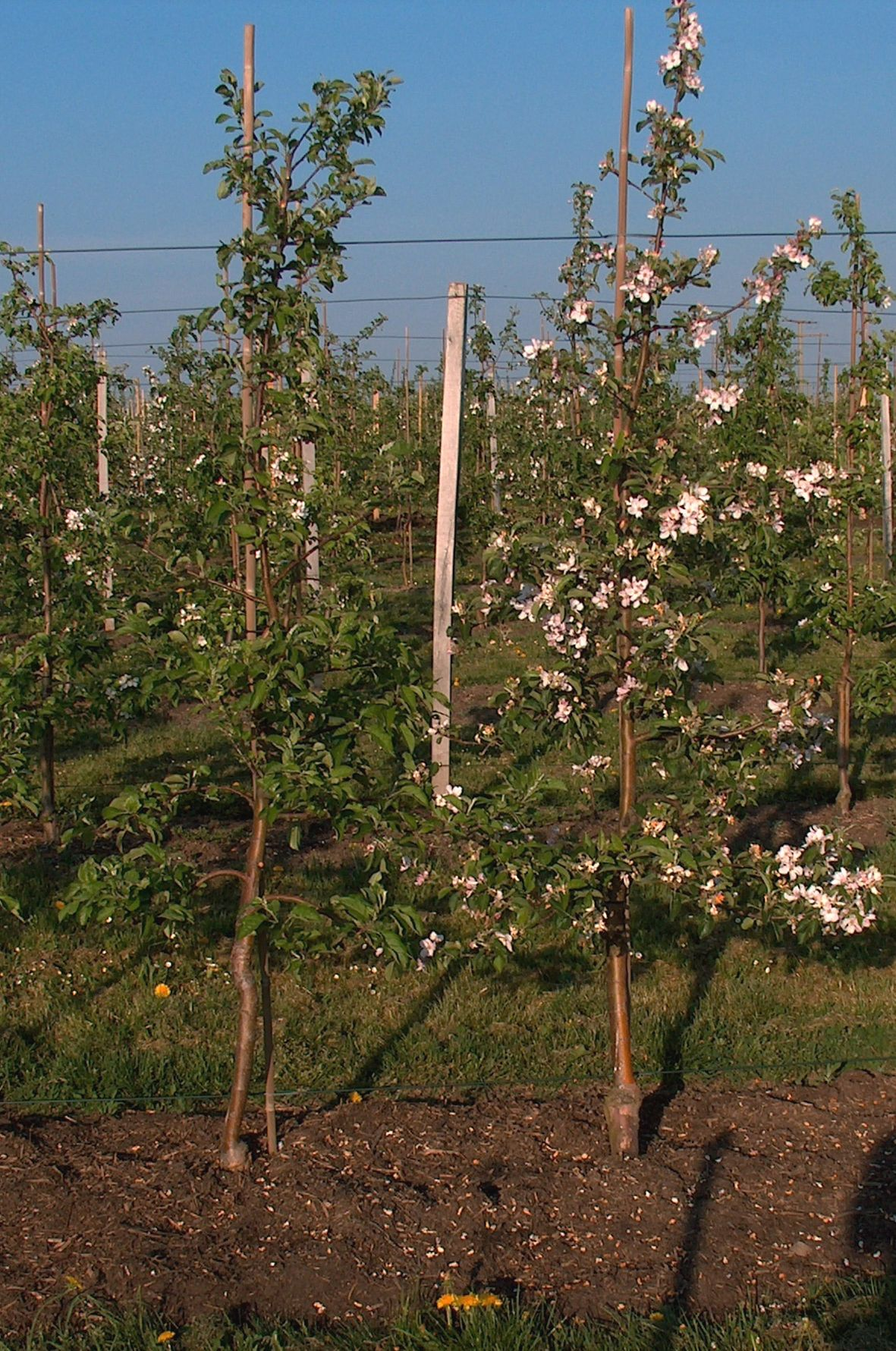
Schlanke Spindeln (Sorte Elstar, alternierend)

Büsche und Spindelbüsche haben eine Stammlänge von etwa 40–60 cm. Diese Baumform wird durch Wahl einer entsprechend schwach wachsenden Unterlage und einen Erziehungsschnitt zur Anlage der kronenbildenden Äste erreicht. Zwar benötigt ein Niederstamm zeitlebens einen an seine Physiologie angepassten Schnitt, aber die gesamte Größe der Pflanze wird fast vollständig durch die Leistungsfähigkeit der Wurzelunterlage bestimmt. Zusätzlich ist auch diese Wurzel derart schwach ausgebildet, dass die konventionelleren Formen permanent einen Stützpfahl oder das Anbinden an eine Drahtanlage benötigen.
Für die Verwendung an einem Spalier sind die Pflanzen jeweils nach dem erwünschten Kronenvolumen auszuwählen. Hierzu werden meist schwächere Unterlagen verwendet. Allerdings sind bei entsprechendem Platzangebot auch stärkere Unterlagen möglich.
Eine Schlanke Spindel ist zumeist auf einer sehr schwach wachsenden Unterlage veredelt. Das Fruchtholz wird direkt an der Mitte erzogen, echte Gerüstäste (Leitäste), wie bei großkronigen Obstgehölzen üblich, fehlen völlig. Wegen des frühen Ertragseintritts und der Eignung für rationellere Arbeitsabläufe hat sich diese Form im Niederstamm-Erwerbsobstbau durchgesetzt.

#### Geschichte des professionellen Obstbaues mit Buschbäumen

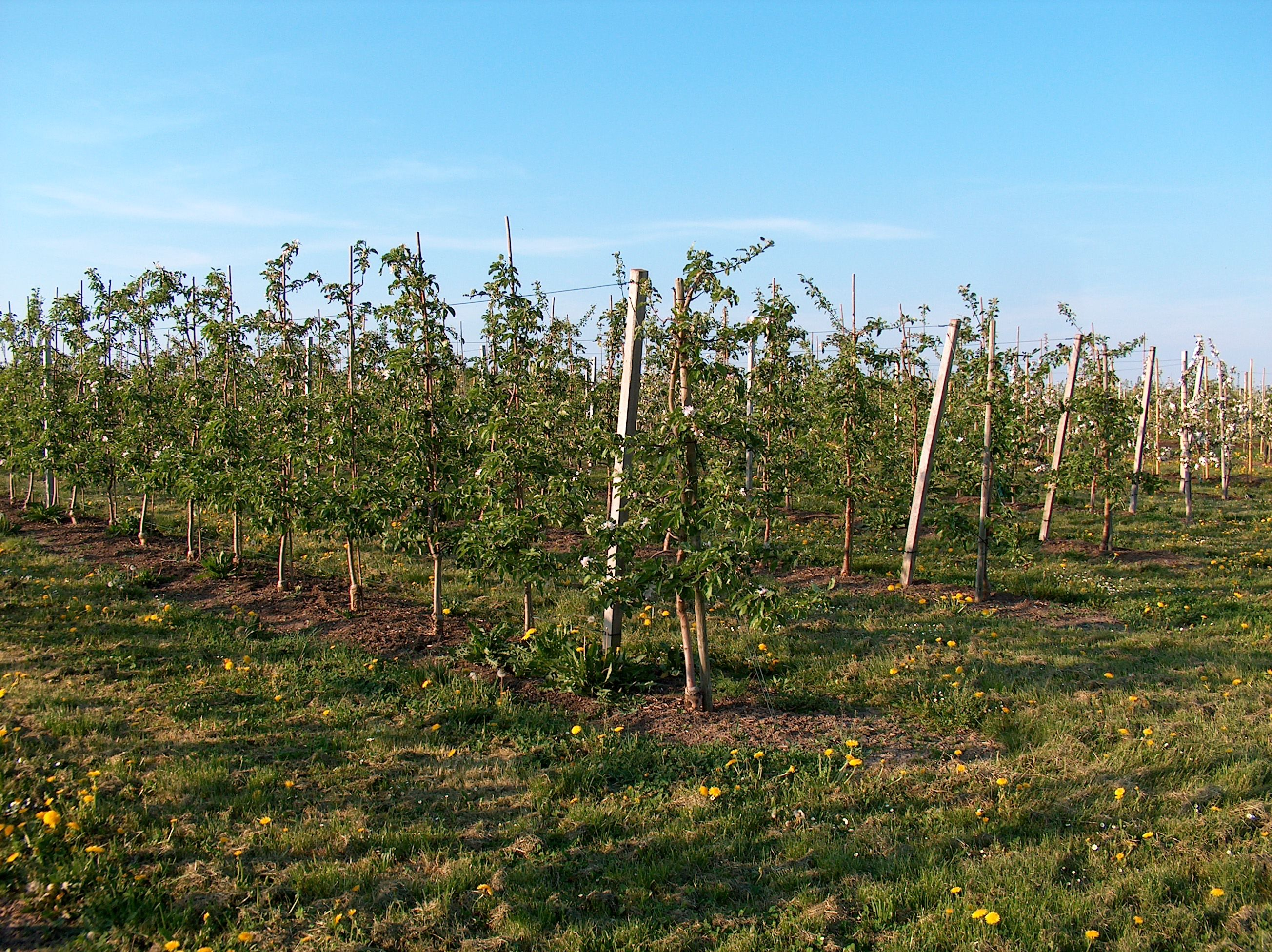
Obstanlage mit Niederstämmen

Niederstämmige Obstbäume wurden erst mit Aufkommen des Erwerbsobstbaus im 19. Jahrhundert systematisch kultiviert, denn sie bringen (im Vergleich zu Hochstämmen) frühere und höhere Erträge mit besserer Qualität; zudem sind sie viel leichter zu ernten und zu pflegen, da keine Leitern notwendig sind.
Anfänglich wurden die schwachwachsenden Formen bevorzugt für Spaliere, Formschnitt und die im Platz begrenzten Schrebergärten verwendet. Teilweise war die gewünschte Form des Obstbaumes (z. B. U-Palmetten) hier wichtiger als der Ertrag.

#### Spindelbusch
Der deutsche Obstbaupionier Otto Schmitz-Hübsch legte 1896 die ersten Apfel- und Birnenplantagen mit Niederstämmen an und entwickelte damit das, was man heute als Dichtpflanzung (engl. high-density planting) bezeichnet. Schmitz-Hübsch war es auch, der Anfang der 1930er Jahre den Spindelbusch (Schlanke Spindel) in Bornheim-Merten einführte. Diese Arbeiten wurden um 1950 in England von Gordon McLean unter dem Namen Pillar weiterentwickelt. Wiederum über holländische Pflanzungen wurde die Schlanke Spindel bereits 1960 wieder in Südhessen eingeführt, jedoch setzte sich diese Anbauform erst in der zweiten Hälfte des 20. Jahrhunderts weltweit durch. Heute sind etwa neun von zehn Apfelbäumen in Europa Spindelbüsche.

#### Sonstige Buschbaumformen

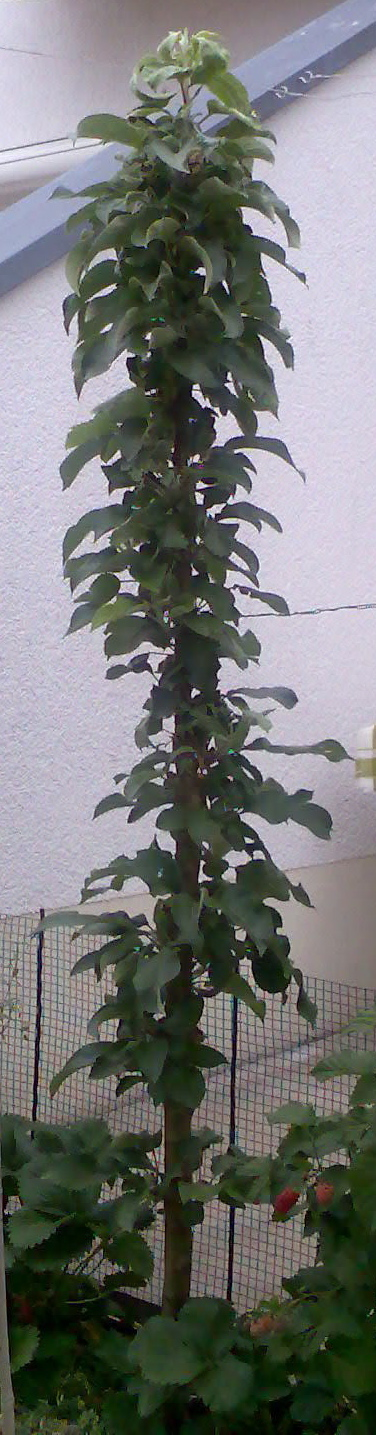
Junger Apfelbaum in der Säulenform

Für den Privatgarten werden derzeit Säulenbäume wie z. B. Ballerina entwickelt. Hierbei handelt es sich im Prinzip um Schlanke Spindeln, die dieses Wuchsbild mehr oder weniger selbständig einhalten und kurzes Fruchtholz bilden. Die schwache Unterlage erlaubt ein problemloses Halten der Pflanze auch im Kübel. Der Nachteil vieler dieser Sorten ist der meist nicht völlig befriedigende Geschmack. Fast alle Obstarten und -sorten können bei entsprechender Unterlage und Pflege als Topfobst gehalten werden. Neuerdings werden auch Sorten wie Cox Orange als sogenannter Obstzwerg für den Balkonkübel angeboten.

##### Verwechslung mit anderen Pflegeformen
Über die Stammhöhe könnte auch ein Bonsai-Bäumchen als Niederstamm angesehen werden, allerdings sind Bonsais in der Regel nicht auf schwachwachsende Unterlagen veredelt. Die Reduktion der Pflanzengröße wird hier durch einen weit umfangreicheren Astschnitt und insbesondere einen zusätzlichen Wurzelschnitt erreicht. Das Format von Bonsais zeigt jedoch, dass fast alle Obstarten und -sorten bei entsprechender Unterlage und teilweise sehr intensiver Pflege als Topfobst gehalten werden können.

#### Anfälligkeiten der Buschbäume
Für die aktuelle Infektionslage mit Feuerbrand sind schwachwachsende Niederstämme weniger geeignet. Bei den Zwergformen besteht nach einer Infektion meist nur die Möglichkeit, die gesamte Pflanze zu roden, da der notwendige Rückschnitt (ausgehend von der befallenen Stelle) kaum noch Reste der Pflanze übrig lässt. Ein Hochstamm kann einen entsprechend massiven Rückschnitt von einzelnen Befallsstellen jedoch relativ problemlos verkraften.

## Wuchsstärke und Veredelung
Es ist ein verbreiteter Irrtum, dass Hochstämme grundsätzlich größere Kronen ausbilden als Halb- oder Niederstämme. Auf gleichen Wurzelunterlagen bilden alle vorgenannten Formen ähnlich große Kronen aus. In der Praxis ist es jedoch meist so, dass Hochstämme auf starkwachsender Unterlage, Halbstämme auf stark- oder mittelstarker Unterlage und Niederstämme oder Büsche auf mittel- bis schwachwachsender Unterlage veredelt werden.
Ein freistehender Baum, gleich welcher Art, wird ohne menschliches Zutun zunächst keinen Hochstamm ausbilden. Der erste Kronenansatz entsteht an der ersten zufälligen Verzweigung des jungen Sämlings. Allerdings ist bei vielen Bäumen, mit zunehmendem Alter durch eigene Beschattung der unteren Kronenpartien, der Effekt der Selbst-Aufastung zu beobachten. Bäume in einem engen Waldbestand bilden, durch gegenseitige Beschattung, üblicherweise bis zu über 10 Meter hohe astfreie Stämme aus. Da Obstbäume in der Regel veredelt werden, kann man bei diesen nicht von einem natürlichen Kronenansatz sprechen. Alte, ungepflegte Obstbäume neigen allerdings ebenfalls dazu, sich stetig weiter „aufzuasten“, da die sich bildenden Schirmkronen die untersten Kronenäste verschatten, wodurch der Baum diese nicht mehr erhalten kann.
Zusätzlich ist zu beachten, dass die Gesamtgröße der Bäume ebenfalls immer von dem Untergrund und der Nährstoffversorgung abhängt.
Meistens benötigen Obstbäume auf schwachwachsender Unterlage aufgrund ihres schwach ausgeprägten Wurzelwerks zeitlebens künstliche Stützvorrichtungen (Pfahl, Spanndrähte, Spalier etc.).

## Ökologie

### Ökologie bei Hochstämmen
Großkronige Obstgehölze sind eine Bereicherung für das Landschaftsbild und naturschutzfachlich wertvoll, da sie zahlreichen Vogel-, Insekten- und Pilzarten, die auf der Roten Liste der bedrohten Arten stehen, einen Lebensraum bieten. Diese ökologische Funktion ergibt sich aus mehrerlei Ursachen: Erstens werden Hochstamm-Obstbäume mit ihren starkwachsenden Unterlagen deutlich älter. Spechthöhlen und die komplette Vielfalt an Flechten sind im Regelfall erst an über 40-jährigen Obstbäumen zu finden – da sind Bäume auf schwach- oder mittelwachsenden Unterlagen im Regelfall bereits gerodet. Zweitens werden Hochstamm-Obstbäume seit Jahrzehnten nicht mehr so intensiv, sondern extensiver bewirtschaftet als Niederstammanlagen. Der Einsatz von Pestiziden beispielsweise ist in Streuobstwiesen seit vielen Jahrzehnten nicht mehr üblich. Das begünstigt das Vorkommen insbesondere von Insekten und Pilzen. Drittens gibt es Untersuchungen aus verschiedenen Regionen Deutschlands, wonach Spechte ihre Bruthöhlen nur in Obstbäume mit mindestens 160, möglichst 180 cm Stammhöhe bzw. Kronenansatz zimmern. Diese Spechthöhlen werden in Folgejahren genutzt von zahlreichen gefährdeten Charakterarten der Streuobstwiesen wie Gartenrotschwanz, Wendehals und Halsbandschnäpper, aber auch Fledermausarten, Hornissen, Siebenschläfer und Gartenschläfer. Über das Totholz in Altbäumen entstehen darüber hinaus Naturhöhlen und Lebensräume für totholzspezialisierte Insekten- und Pilzarten. Und viertens sind Hochstämme in der Lage, größere Schäden zu verkraften.
Einige Obstverwerter führen Hochstamm-Produkte in ihrem Sortiment. In der Schweiz ist Hochstamm Suisse für die gemeinnützige Förderung dieser Kulturen zuständig, in Deutschland ist dies der NABU-Bundesfachausschuss Streuobst, in Österreich die ARGE Streuobst.

### Ökologie bei Buschbäumen
Spindelbüsche sind, im Gegensatz zu den großkronigen Obstgehölzen, nur eine geringe Bereicherung für das Landschaftsbild. Sie haben nur eine beschränkte ökologische Funktion, da sie so gut wie keine Nistmöglichkeiten bieten. Diese Einschränkung ergibt sich einerseits aus der Größe der Pflanzen, dem Fehlen von hohen oder hohlen Ästen für Nester, kaum alter, strukturierter Rinde, die als Insektenversteck geeignet wäre, und dem Zwang sie rationell zu bewirtschaften. Größere Schäden kann ein derart kleiner Baum nicht verkraften, dadurch können sich Totholz oder Asthöhlen nicht halten, die Insekten benötigen würden.
Mit Spindelbüschen findet ausschließlich eine intensive Bewirtschaftung (Monokultur) statt, da die Bäumchen bei einer extensiven Nutzung schnell unter dem umgebenden Bewuchs leiden und ohne den ständigen Pflegeschnitt schnell vergreisen und absterben würden. Der Einsatz von Insektiziden in konventionellen Obstplantagen ist üblich, eine intensive ökologische Bewirtschaftung ist jedoch ebenfalls möglich und stellt für viele Lebewesen eine Verbesserung des Lebensraumes dar.